# Denham Springs
Denham Springs es una ciudad ubicada en la parroquia de Livingston en el estado estadounidense de Luisiana. En el Censo de 2010 tenía una población de 10215 habitantes y una densidad poblacional de 536,31 personas por km².

## Geografía
Denham Springs se encuentra ubicada en las coordenadas 30°28′28″N 90°57′33″O / 30.47444, -90.95917. Según la Oficina del Censo de los Estados Unidos, Denham Springs tiene una superficie total de 19.05 km², de la cual 18.89 km² corresponden a tierra firme y (0.83%) 0.16 km² es agua.

## Demografía
Según el censo de 2010, había 10215 personas residiendo en Denham Springs. La densidad de población era de 536,31 hab./km². De los 10215 habitantes, Denham Springs estaba compuesto por el 81.31% blancos, el 14.93% eran afroamericanos, el 0.38% eran amerindios, el 0.53% eran asiáticos, el 0.03% eran isleños del Pacífico, el 1.6% eran de otras razas y el 1.22% pertenecían a dos o más razas. Del total de la población el 4.13% eran hispanos o latinos de cualquier raza.